# Forsvarets Efterretningstjeneste
Der Forsvarets Efterretningstjeneste (FE; deutsch: Verteidigungsnachrichtendienst) ist der dänische Auslands-Nachrichtendienst und zugleich der Militärnachrichtendienst.

## Geschichte
Die Forsvarets Efterretningstjeneste entstand aus der Generalstabens Efterretningssektion (1911 gegründet) und der Marinestabens Efterretningssektion (1920er Jahre) während der Transformation des dänischen Militärs im Zuge der Gründung der NATO. Offizielles Gründungsdatum ist der 1. Oktober 1950, die Organisation war dann dem kombinierten militärischen Führungsstab Forsvarsstab untergeordnet.

## Kontrolle und Struktur
Das FE unterliegt der voneinander unabhängigen Kontrolle von vier Organisationen, der Verteidigungsminister Dänemarks hat die Befehlshoheit und überwacht sämtliche Aktivitäten. Dazu kommt das Wambergudvalget (etwa: Wamberg-Komitee), das vom Justitsministeriet geleitet wird. Das dänische Parlament Folketing hat ebenfalls einen ständigen Ausschuss zur Kontrolle eingerichtet. Zuletzt unterliegt das FE der Finanzaufsichtsbehörde Rigsrevisionen.
Der 2017 veröffentlichte Jahresbericht der Aufsichtsbehörde für die dänischen Nachrichtendienste, TET zeigte, dass zwölf Prozent aller elektronischen Ermittlungen gegen Personen mit Wohnsitz in Dänemark durch die FE illegal durchgeführt wurden. Der Dienst darf ohne gerichtliche Genehmigung keinerlei Ermittlungen gegen Personen in Dänemark durchführen, tat dies aber dennoch. Auch bei den Ermittlungen, für die der FE eine Genehmigung erhalten hat, hielt der Dienst die zeitlichen Begrenzungen für die Nachforschungen nicht ein.

## Kontroversen
Aufgrund mutmaßlicher Vertuschung von illegaler Überwachung durch Falschinformation und Vorenthalten von Informationen wurden 2020 die verantwortlichen Geheimdienstler Thomas Ahrenkiel und Lars Findsen ihres Amtes enthoben. Die wesentlichen Hinweise seien durch Whistleblower erhalten worden. Zudem wurde bekannt, dass der FE mit der National Security Agency (NSA) zusammenarbeitet. Ein Whistleblower machte darauf aufmerksam, dass der FE das Spionageprogramm XKeyscore des Amerikanischen Dienstes nutzt und damit auch die eigene Regierung (darunter das eigene Außenministerium und Finanzministerium) ausgespäht hat.
Nach Ende Mai 2021 veröffentlichten Recherchen des Dänischen Rundfunks, NDR, WDR und Süddeutscher Zeitung half der FE der NSA bei der Bespitzelung von Politikern mehrerer europäischer Länder (Schweden, Norwegen, Niederlande, Frankreich und Deutschland). Der FE half, indem er der NSA die Nutzung der geheimen Abhörstation Sandagergårdan in der Nähe von Kopenhagen zur Verfügung stellte, wo sich ein Internetknoten verschiedener Unterseekabel befindet, den die Nachrichtendienste anzapften. Die dänische Regierung wusste von der Überwachung europäischer Nachbarländer laut Recherchen spätestens seit 2015, als der Dunhammer-Report, der die Zusammenarbeit des FE mit der NSA beschrieb, entstand. Laut Geheimdienstquellen des dänischen Senders DR nutzten die NSA und der dänische FE für die Überwachung der europäischen Politiker ebenfalls die Spionage-Software XKeyscore.
Anfang Januar 2022 wurde bekannt, dass der suspendierte Chef des FE, Lars Findsen, seit 8. Dezember in Untersuchungshaft genommen worden war, welche Anfang Februar verlängert wurde. Ihm wird vorgeworfen, streng geheime Informationen an Medien weitergegeben zu haben.

## Direktoren
- Lars Findsen
- Svend Larsen[1]